# 58 Близнецов
58 Близнецов (лат. 58 Geminorum, HD 57744) — одиночная звезда в созвездии Близнецов на расстоянии приблизительно 342 световых лет (около 105 парсеков) от Солнца. Видимая звёздная величина звезды — +6,17m.

## Характеристики
58 Близнецов — белая звезда спектрального класса A1V. Радиус — около 1,75 солнечных, светимость — около 25,69 солнечных. Эффективная температура — около 9594 К.